# Лемборски окръг
Лемборски окръг (на полски: Powiat lęborski; на кашубски: Lãbòrsczi kréz) е окръг в Северна Полша, Поморско войводство. Заема площ от 706,02 км2.
Административен център е град Лемборк.

## География
Окръгът се намира в историческия регион Померелия (Лемборско-Битовска земя). Разположен е в северната част на войводство. Община Цевице принадлежи към етнографската област Кашубия.

## Население
Населението на окръга възлиза на 66 202 души (2012 г.). Гъстотата е 94 души/км2.

## Административно деление
Административно окръгът е разделен на 5 общини.
Градски общини:
- Леба
- Лемборк

Селски общини:
- Община Вицко
- Община Нова Веш Лемборска
- Община Цевице

## Фотогалерия
- Леба
- Лемборк